# Mathys Tel
Mathys Tel (Sarcelles, 27 d'abril de 2005) és un futbolista professional francés que juga com a davanter al Tottenham Hotspur FC de la Premier League.

## Carrera

### Rennes
Provinent de l'acadèmia juvenil del Paris FC, Tel va fitxar pel Rennes el 2020. Va fer el seu debut com a professional el 15 d'agost de 2021 en un empat de lliga 1-1 contra el Brest. El seu debut als 16 anys i 110 dies el va convertir en el jugador més jove que es va presentar a un partit oficial amb el Rennes, rècord que abans ostentava Eduardo Camavinga.

### Bayern de Múnic
El 26 de juliol de 2022, Tel va signar pel FC Bayern de Múnic amb un contracte de cinc anys. La quota de traspàs pagada a Rennes va ser de 28,5 milions d'euros, bonificacions incloses. El 31 d'agost de 2022, va marcar el seu primer gol en una victòria per 5-0 sobre el Viktoria Köln a la DFB-Pokal, esdevenint en el golejador més jove del club en un partit oficial, amb 17 anys i 126 dies. Va marcar el seu primer gol a la Bundesliga en un empat 2-2 contra l'Stuttgart el 10 de setembre de 2022, sent també el golejador més jove del club en la competició.
Tel és internacional juvenil amb França, i d'ascendència guadalupea.

## Palmarès
Fußball-Club Bayern München
- 2 Lligues alemanyes: 2022-23, 2024-25

Tottenham Hotspur
- 1 Lliga Europa de la UEFA: 2024–25[13]

Selecció francesa
- 1 Campionat d'Europa sub-17: 2022